# Ónod
Ónod is een plaats (község) en gemeente in het Hongaarse comitaat Borsod-Abaúj-Zemplén. Ónod telt 2517 inwoners (2001).